# Флора и сын
«Флора и сын» (англ. Flora and Son) — художественный фильм режиссёра Джона Карни, с Джозефом Гордоном-Левиттом, Ив Хьюсон, Джеком Рейнором и Ореном Кинланом в главных ролях. Премьера фильма состоялась 22 января 2023 года на кинофестивале «Сандэнс». Премьера фильма в кинопрокате запланирована на сентябрь 2023 года.

## Сюжет
Мать-одиночка из Дублина испытывает проблемы со своим сыном-подростком Максом, мелким воришкой, и полицейские советуют ей найти Максу хобби. Она находит на свалке старую гитару и с помощью онлайн-учителя игры на гитаре из Лос-Анджелеса обнаруживает, что хлам одного человека может стать спасением для другого.

## В ролях
- Ив Хьюсон — Флора
- Джозеф Гордон-Левитт — Джефф
- Орэн Кинлан — Макс
- Джек Рейнор — Йен
- Софи Вавассер — Хуанита

## Производство и премьера
Съёмки проходили в Дублине. Хьюсон и Гордон-Левитт были сфотографированы с гитарами во время съёмок в Гриффит-парке летом 2022 года.
Оригинальные песни для фильма написаны Карни и Гэри Кларком, причем Кларк также написал музыку. Кларк и Карни ранее сотрудничали над музыкой для кино, сцены и телевидения. Выступая в 2023 году на кинофестивале «Сандэнс», Гордон-Левитт сказал: «Наконец-то я смог сыграть музыку в фильме! Это действительно так, я всегда хотел это сделать, я всегда был музыкантом в душе и люблю это делать. Я научился делать много вещей для фильмов. Я учился ходить по канату, играть в хоккей или, конечно, много драться, стрелять и тому подобное. Но в этот раз я практиковал навык, которым занимался большую часть своей жизни, но мне пришлось делать это на более высоком уровне мастерства, чем тот, к которому я привык». Хьюсон умела играть на гитаре ещё до съёмок фильма и сказала, что пела на экране сама, и рассказала The Hollywood Reporter, что хотя ей пришлось преодолеть «огромный, огромный страх» перед пением в фильме, она никогда не обращалась к своему отцу (музыканту Боно) за музыкальными советами: «Я лучше буду петь перед всем миром».
Премьера фильма состоялась 22 января 2023 года на кинофестивале Sundance. По сообщениям, песни вызвали «спонтанные аплодисменты и восторженные овации» во время премьеры. Через два дня после премьеры компания Apple TV+ купила права на распространение фильма за 20 миллионов долларов.
В августе 2023 года был выпущен трейлер фильма «Флора и сын».
В сентябре 2023 года фильм будет показан на Международном кинофестивале в Торонто.
22 сентября «Флора и сын» выйдет в ограниченный прокат в США, а 29 сентября — на стриминговом сервисе Apple TV+.

## Восприятие
Кэрин Джеймс из The Hollywood Reporter в своей рецензии отмечает, что во всех своих фильмах Карни стремится показать, что музыка ради неё самой — один из великих даров жизни. В фильме «Флора и сын» Джефф пытается донести это до Флоры в роли её учителя игры на гитаре.